# Nnamdi Oduamadi
Nnamdi Chidiebere Oduamadi, detto anche Odu (Lagos, 17 ottobre 1990), è un calciatore nigeriano, attaccante del Rieti.

## Carriera

### Club
Incomincia a muovere i primi passi della sua carriera a 7 anni nella Pepsi Football Academy di Lagos, dove rimane fino al 2008 quando si trasferisce in Italia e, dopo un provino positivo, viene tesserato dal Milan nel gennaio 2009 e viene inserito nella formazione Primavera. Trascorre due anni nelle giovanili rossonere, vincendo la Coppa Italia Primavera nel 2010, 25 anni dopo l'ultimo successo del club lombardo in questa competizione.
Il 20 luglio 2010, nell'ambito dell'operazione che porta Sōkratīs Papastathopoulos in maglia rossonera, il Milan cede metà del suo cartellino al Genoa, garantendosi tuttavia le prestazioni del calciatore per la stagione 2010-2011, nella quale Oduamadi viene aggregato alla prima squadra. Il 18 settembre 2010 esordisce in campionato nella sfida interna contro il Catania subentrando all'85º minuto a Filippo Inzaghi. Nel 2010 disputa anche il Torneo di Viareggio e si distingue come uno dei giovani più promettenti della Primavera allenata da Giovanni Stroppa.
Il 24 maggio 2011 il cartellino di Oduamadi viene totalmente riscattato dal Milan, che ufficializza un maxi-scambio con il Genoa che prevede il ritorno in rossoblù di Sōkratīs Papastathopoulos, il ritorno in rossonero di Alberto Paloschi e i riscatti di Kevin-Prince Boateng e Marco Amelia.
Il 30 giugno seguente viene ceduto in prestito con diritto di riscatto per la comproprietà al Torino. Esordisce in maglia granata il 28 agosto 2011, segnando il gol vittoria nella trasferta contro l'Ascoli. Il 20 maggio 2012 segna il primo di due gol nella partita giocata allo Stadio Olimpico contro il Modena, vittoria che riporta in Serie A la squadra granata dopo 3 anni di Serie B.
L'11 luglio 2012 passa al Varese in prestito con diritto di riscatto e controriscatto. Il 13 maggio 2013 segna il suo secondo gol in campionato nella partita pareggiata per 1-1 contro il Crotone.
Il 26 luglio 2013 viene ceduto dal Milan al Brescia in prestito con diritto di riscatto e contro-riscatto. Dopo 6 mesi di parentesi bresciana, Oduamadi torna al Varese con la stessa formula del suo precedente trasferimento.
L'8 agosto 2014 passa in prestito fino al 30 giugno 2015 al Crotone.
Il 21 gennaio 2015 passa sempre in prestito al Latina. Il 7 febbraio fa il suo esordio con i pontini nella gara esterna contro l'Avellino procurandosi un rigore poi fallito da Rubén Olivera e venendo espulso poco dopo. A fine stagione non viene riscattato dal Latina, quindi ritorna al Milan. Tornato al Milan nel mercato invernale 2016 passa in prestito alla squadra finlandese HJK fino al 31 dicembre 2016. Nel mercato invernale 2017 fa ritorno nuovamente al Milan, in cui rimane anche la stagione successiva, aggregato, pur avendo già 26 anni, alla squadra Primavera. Viene convocato per la trasferta di Roma per la prima volta il 25 febbraio 2018.
Il 31 agosto 2018, dopo essere rimasto svincolato, firma un contratto biennale per il Tirana. È poi tornato in Italia poiché ha affrontato una delicata operazione all'ospedale Niguarda di Milano per risolvere una lussazione della clavicola che premeva su vasi sanguigni e trachea, provocata da un fortuito scontro di gioco nel campionato albanese. Il calciatore, secondo i medici dell'ospedale milanese, rischiava la vita.
Il 10 ottobre 2021 Dopo due anni di inattività a causa di un grave infortunio viene ingaggiato dal Crema che milita in Serie D cioè la quarta divisione del calcio italiano, dove scende in campo per sei giornate. Nel gennaio 2022 passa al Colleferro dove fa il suo esordio il 30 gennaio 2022. Nel mercato 2024 passa al Valmontone.

### Nazionale
Dopo aver ricevuto alcune convocazioni nella nazionale nigeriana Under-17 ai tempi della Pepsi Football Academy, viene chiamato anche tra i preselezionati per il Mondiale Under-20 2009 con la sua nazionale giovanile, ma alla fine viene escluso dalla lista dei 23 partecipanti a causa di un infortunio.
Nel 2011 con la nazionale nigeriana Under-23 prende parte a 2 gare di qualificazione per il Campionato africano di calcio Under-23 2011, contro Guinea Equatoriale e Tanzania, e alle qualificazioni per il torneo di calcio dei X Giochi panafricani (4 presenze e un gol conto la Liberia).
Prima della partita contro la Guinea Equatoriale Under-23 viene convocato per la prima volta nella nazionale maggiore dal CT Samson Siasia per la gara contro l'Etiopia del 27 marzo 2011, valida per le qualificazioni alla Coppa d'Africa 2012, ma viene successivamente lasciato all'Under-23 e poi si riunisce al gruppo della nazionale maggiore per l'amichevole contro il Kenya del 29 marzo seguente, nella quale tuttavia non scende in campo. Il 23 maggio 2012 esordisce nella nazionale maggiore nigeriana nel corso dell'amichevole disputata a Lima contro il Perù, subentrando a Ejike Uzoenyi nel secondo tempo. Il 27 marzo 2013 segna la sua prima rete con la maglia della nazionale, nel corso dei minuti di recupero della partita valevole per le Qualificazioni al Mondiale 2014 giocata a Calabar contro il Kenya (1-1).
Convocato dal CT Stephen Keshi per la Confederations Cup 2013 in Brasile, ha esordito nella manifestazione il 17 giugno 2013 nella prima partita della fase a gironi contro Tahiti segnando una tripletta (prima in carriera) nel 6-1 finale diventando così il primo giocatore africano e il nono in assoluto a realizzare tre gol in una sola partita di Confederations Cup.

## Statistiche

### Presenze e reti nei club
Statistiche aggiornate al 17 luglio 2023
| Stagione          | Squadra           | Campionato        | Campionato | Campionato | Coppe nazionali | Coppe nazionali | Coppe nazionali | Coppe continentali | Coppe continentali | Coppe continentali | Altre coppe | Altre coppe | Altre coppe | Totale | Totale |
| Stagione          | Squadra           | Comp              | Pres       | Reti       | Comp            | Pres            | Reti            | Comp               | Pres               | Reti               | Comp        | Pres        | Reti        | Pres   | Reti   |
| ----------------- | ----------------- | ----------------- | ---------- | ---------- | --------------- | --------------- | --------------- | ------------------ | ------------------ | ------------------ | ----------- | ----------- | ----------- | ------ | ------ |
| 2010-2011         | Milan             | A                 | 1          | 0          | CI              | 0               | 0               | UCL                | -                  | -                  | -           | -           | -           | 1      | 0      |
| 2011-2012         | Torino            | B                 | 11         | 3          | CI              | 0               | 0               | -                  | -                  | -                  | -           | -           | -           | 11     | 3      |
| 2012-2013         | Varese            | B                 | 16         | 2          | CI              | 0               | 0               | -                  | -                  | -                  | -           | -           | -           | 16     | 2      |
| 2013-gen. 2014    | Brescia           | B                 | 14         | 0          | CI              | 2               | 1               | -                  | -                  | -                  | -           | -           | -           | 16     | 1      |
| gen.-giu. 2014    | Varese            | B                 | 12         | 4          | CI              | -               | -               | -                  | -                  | -                  | -           | -           | -           | 12     | 4      |
| Totale Varese     | Totale Varese     | Totale Varese     | 28         | 6          |                 | 0               | 0               |                    | -                  | -                  |             | -           | -           | 28     | 6      |
| 2014-gen. 2015    | Crotone           | B                 | 12         | 1          | CI              | 1               | 0               | -                  | -                  | -                  | -           | -           | -           | 13     | 1      |
| gen.-giu. 2015    | Latina            | B                 | 16         | 2          | CI              | -               | -               | -                  | -                  | -                  | -           | -           | -           | 16     | 2      |
| 2015-mar. 2016    | Milan             | A                 | 0          | 0          | CI              | 0               | 0               | -                  | -                  | -                  | -           | -           | -           | 0      | 0      |
| 2016              | HJK               | VL                | 28         | 7          | CF              | 2               | 0               | UEL                | 4                  | 0                  | -           | -           | -           | 34     | 7      |
| gen.-giu. 2017    | Milan             | A                 | 0          | 0          | CI              | 0               | 0               | -                  | -                  | -                  | -           | -           | -           | 0      | 0      |
| 2017-2018         | Milan             | A                 | 0          | 0          | CI              | 0               | 0               | UEL                | 0                  | 0                  | -           | -           | -           | 0      | 0      |
| Totale Milan      | Totale Milan      | Totale Milan      | 1          | 0          |                 | 0               | 0               |                    | -                  | -                  |             | -           | -           | 1      | 0      |
| 2018-2019         | Tirana            | KS                | 11         | 1          | CA              | 2               | 0               | -                  | -                  | -                  | -           | -           | -           | 13     | 1      |
| 2021- gen. 2022   | Crema             | D                 | 3          | 0          | CI-D            | 0               | 0               | -                  | -                  | -                  | -           | -           | -           | 5      | 0      |
| gen.-giu. 2022    | Colleferro        | E                 | 10         | 9          | CI-Dil.         | -               | -               | -                  | -                  | -                  | -           | -           | -           | 10     | 9      |
| 2022-2023         | Colleferro        | E                 | 17         | 23         | CI-Dil.         | -               | -               | -                  | -                  | -                  | -           | -           | -           | 17     | 23     |
| Totale Colleferro | Totale Colleferro | Totale Colleferro | 27         | 32         |                 | -               | -               |                    | -                  | -                  |             | -           | -           | 27     | 32     |
| Totale carriera   | Totale carriera   | Totale carriera   | 148        | 51         |                 | 6               | 1               |                    | 4                  | 0                  |             | -           | -           | 160    | 52     |

### Cronologia presenze e reti in nazionale
| Cronologia completa delle presenze e delle reti in nazionale ― Nigeria | Cronologia completa delle presenze e delle reti in nazionale ― Nigeria | Cronologia completa delle presenze e delle reti in nazionale ― Nigeria | Cronologia completa delle presenze e delle reti in nazionale ― Nigeria | Cronologia completa delle presenze e delle reti in nazionale ― Nigeria | Cronologia completa delle presenze e delle reti in nazionale ― Nigeria | Cronologia completa delle presenze e delle reti in nazionale ― Nigeria | Cronologia completa delle presenze e delle reti in nazionale ― Nigeria |
| Data                                                                   | Città                                                                  | In casa                                                                | Risultato                                                              | Ospiti                                                                 | Competizione                                                           | Reti                                                                   | Note                                                                   |
| ---------------------------------------------------------------------- | ---------------------------------------------------------------------- | ---------------------------------------------------------------------- | ---------------------------------------------------------------------- | ---------------------------------------------------------------------- | ---------------------------------------------------------------------- | ---------------------------------------------------------------------- | ---------------------------------------------------------------------- |
| 23-5-2012                                                              | Lima                                                                   | Perù                                                                   | 1 – 0                                                                  | Nigeria                                                                | Amichevole                                                             | -                                                                      |                                                                        |
| 27-3-2013                                                              | Calabar                                                                | Nigeria                                                                | 1 – 1                                                                  | Kenya                                                                  | Qual. Mondiali 2014                                                    | 1                                                                      |                                                                        |
| 31-5-2013                                                              | Houston                                                                | Messico                                                                | 2 – 2                                                                  | Nigeria                                                                | Amichevole                                                             | -                                                                      |                                                                        |
| 5-6-2013                                                               | Nairobi                                                                | Kenya                                                                  | 0 – 1                                                                  | Nigeria                                                                | Qual. Mondiali 2014                                                    | -                                                                      |                                                                        |
| 12-6-2013                                                              | Windhoek                                                               | Namibia                                                                | 1 – 1                                                                  | Nigeria                                                                | Qual. Mondiali 2014                                                    | -                                                                      |                                                                        |
| 17-6-2013                                                              | Belo Horizonte                                                         | Tahiti                                                                 | 1 – 6                                                                  | Nigeria                                                                | Conf. Cup 2013 - 1º turno                                              | 3                                                                      |                                                                        |
| 20-6-2013                                                              | Salvador                                                               | Nigeria                                                                | 1 – 2                                                                  | Uruguay                                                                | Conf. Cup 2013 - 1º turno                                              | -                                                                      |                                                                        |
| 14-8-2013                                                              | Durban                                                                 | Sudafrica                                                              | 0 – 2                                                                  | Nigeria                                                                | Amichevole                                                             | -                                                                      |                                                                        |
| 7-9-2013                                                               | Calabar                                                                | Nigeria                                                                | 2 – 0                                                                  | Malawi                                                                 | Qual. Mondiali 2014                                                    | -                                                                      |                                                                        |
| 10-9-2013                                                              | Kaduna                                                                 | Nigeria                                                                | 4 – 1                                                                  | Burkina Faso                                                           | Amichevole                                                             | -                                                                      |                                                                        |
| 13-10-2013                                                             | Addis Abeba                                                            | Etiopia                                                                | 1 – 2                                                                  | Nigeria                                                                | Qual. Mondiali 2014                                                    | -                                                                      |                                                                        |
| 18-11-2013                                                             | Londra                                                                 | Italia                                                                 | 2 – 2                                                                  | Nigeria                                                                | Amichevole                                                             | -                                                                      |                                                                        |
| 28-5-2014                                                              | Londra                                                                 | Nigeria                                                                | 2 – 2                                                                  | Scozia                                                                 | Amichevole                                                             | -                                                                      |                                                                        |
| 6-9-2014                                                               | Abuja                                                                  | Nigeria                                                                | 2 – 3                                                                  | Rep. del Congo                                                         | Qual. Coppa d'Africa 2015                                              | -                                                                      |                                                                        |
| Totale                                                                 |                                                                        | Presenze                                                               | 14                                                                     |                                                                        | Reti                                                                   | 4                                                                      |                                                                        |

## Palmarès

### Club

#### Competizioni giovanili
- Coppa Italia Primavera: 1

Milan: 2009-2010

#### Competizioni nazionali
- Campionato italiano: 1

Milan: 2010-2011

#### Competizioni regionali
- Eccellenza: 1

Valmontone: 2024-2025 (girone A)